# نظام عد ثلاثي
نظام العد الثلاثي (بالإنجليزية: Ternary numeral system) هو نظام عد ذو رقم أساس 3، ويسمى هذا النظام عد ثلاثي فالرقم 3 أو -3 في النظام العشري فما فوق يساوي في النظام الثلاثي 10 أو -10 أما 4 فيساوي 11 أما 6 فيساوي 20 وهكذا.

## الأمثلة
- 2 + 1 = 10
- 2 + 2 = 11